# Medievàlia

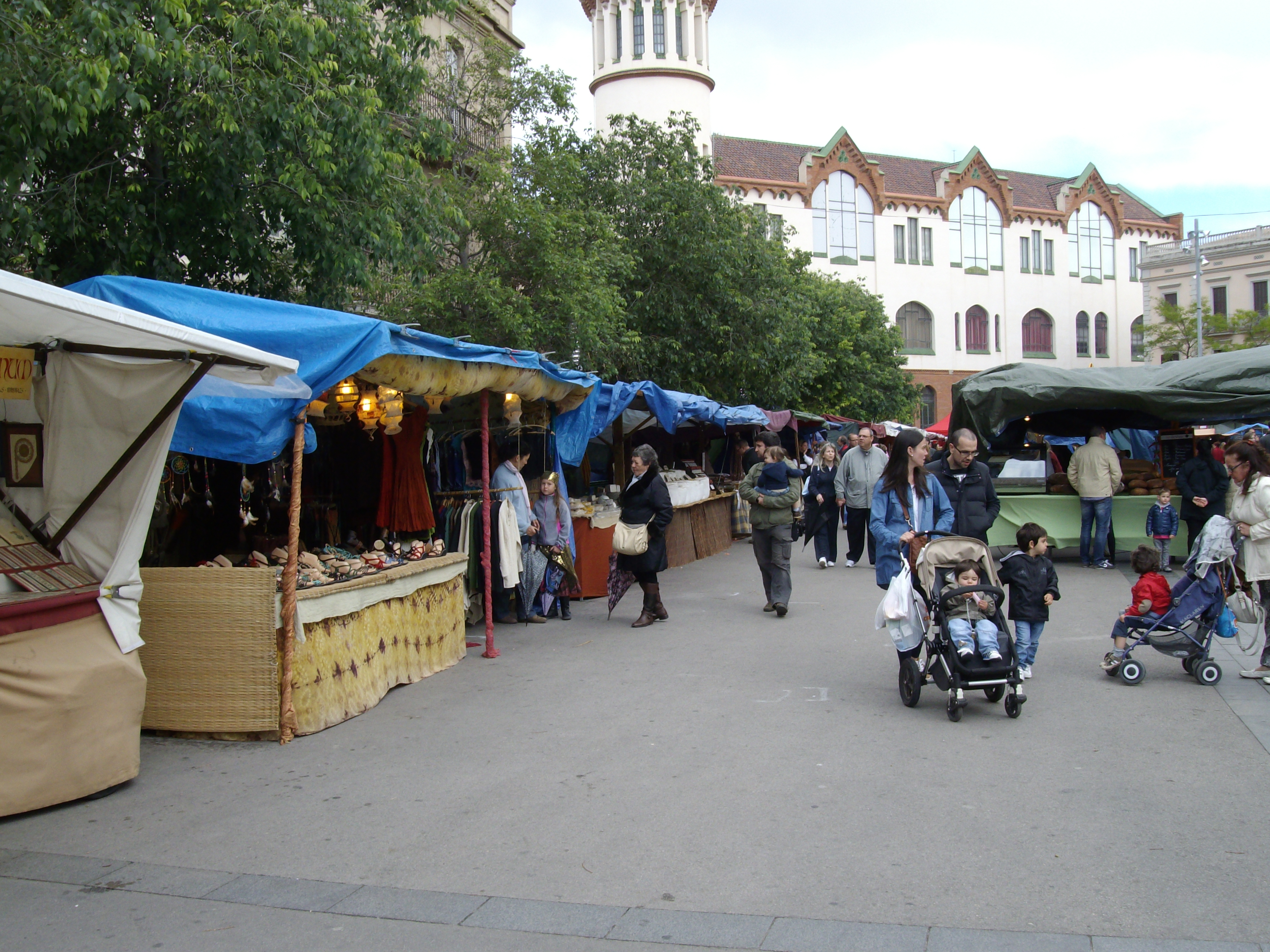
Medievàlia a la plaça del Mercat Central de Sabadell

Medievàlia és una fira medieval que se celebra annualment a Sabadell des de l'any 1997 quan la va iniciar l'Associació de veïns del sector Covadonga. Actualment està organitzada per l'Associació d'Amics de Medievàlia. És una festa popular que compta amb el suport de l'Ajuntament de Sabadell, Sabadell comerç centre i l'empresa privada "la transversal" i que s'allarga durant tot un cap de setmana de la primera quinzena del mes de maig.
El programa inclou activitats lúdiques i gastronòmiques, com ara un mercat medieval amb paradetes de productes artesanals, demostracions d'oficis antics, representacions teatrals històriques, batalles ambientades en l'època medieval, concerts, diversos espais amb ofertes culturals com un concurs de cuina medieval, un concurs infantil de disfresses medievals o una gimcana infantil.

## Història[calcitació]

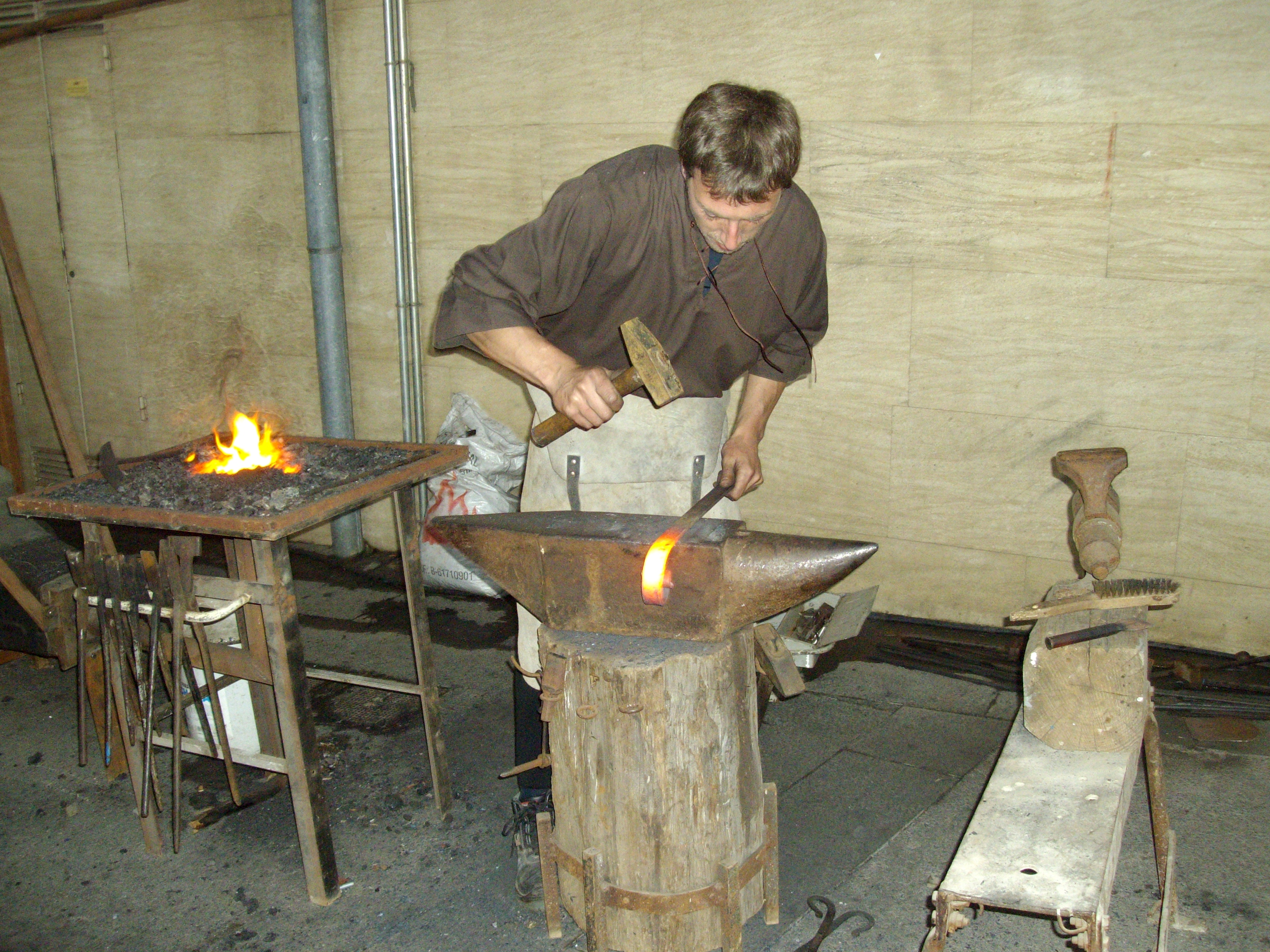
Demostració de l'ofici de forjador.

L'any 1997 es va crear Medievàlia per primera vegada a la Plaça de Sant Salvador al sector de Covadonga de Sabadell mercés a una idea d'en Jordi Ferran i Moltó - veí del sector - membre de l'Associació de Veïns, qui després de visitar nombrosos mercats medievals de Catalunya i França i de conèixer i entrevistar-se amb diversos organitzadors i participants va presentar l'opció com una bona i encertada iniciativa recolzada per la resta de la Junta de l'Associació de Veins. Fins i tot, en Jordi Ferran va proposar el nom que el mercat du encara avui dia.
MEDIEVÀLIA, éra aleshores un nom diferenciador amb la resta de festes i mercats d'arreu i això (es pensà) que donaría personalitat a l'activitat, como així ha estat. D'entrada, quan es va presentar el projecte, en Jordi va assegurar amb contundència i amb una clara convicció que el Mercat atrauría molta gent davant l'excepticisme de la resta dels membres de l'associació de veïns. Que l'activitat atreuría un gran nombre de ciutadans i que s'aprofitaría l'esdeveniment perquè la gent d'altres zones de Sabadell i d'altres indrets conegués un sector malhauradament no gaire conegut i d'un accés no gaire "amable" degut a la Gran Via (anys enrere zona de transit ferroviari). Un sector situat al semicentre de la ciutat.
Crear Medièvalia tenia un objectiu clar. Recrear el primer mercat a l'antiga "Sabatello" al segle xii. De fet, aleshores a "Sabatello" no hi hàvia ni reis ni princeses ni torneigos de cap mena. Ja que la ciutat era un punt d'unió de molts camins, i per exemple, en el riu ripoll hi hàvien nombrosos camps conreats per monjos que es trobaven a mig camí del monestir de Sant Cugat del Vallès i Sant Llorenç del Munt. La plaça de Sant Salvador éra doncs, un lloc idoni per a la ubicació d'un mercat, clarament agrari. D'altra banda es va considerar que Medievàlia havia de ser un acte lúdic i sobretot didàctic.
Cal esmentar la col·laboració d'artistes (actualment finats) que van aportar les seves obres a l'associació de veïns. Es tracta del pintor Ramón Noé i del dibuixant il·lustrador Jaume Mainou que van aportar les seves obres relacionades amb Medièvalia com a fons per l'associació de veïns. Els membres de l'associació de veïns del sector Covadonga van posar-hi il·lusió, temps i esforç altruista posicionant l'activitat com una de les més populars de la comarca del Vallès Occidental. Ni la Fira del Cavall, organitzat conjuntament pels Ajuntaments de Sabadell i Barberà del Vallès (curiosament coincidint sempre en el mateix cap de setmana que Medievàlia) van poder eclipsar l'activitat veinal.

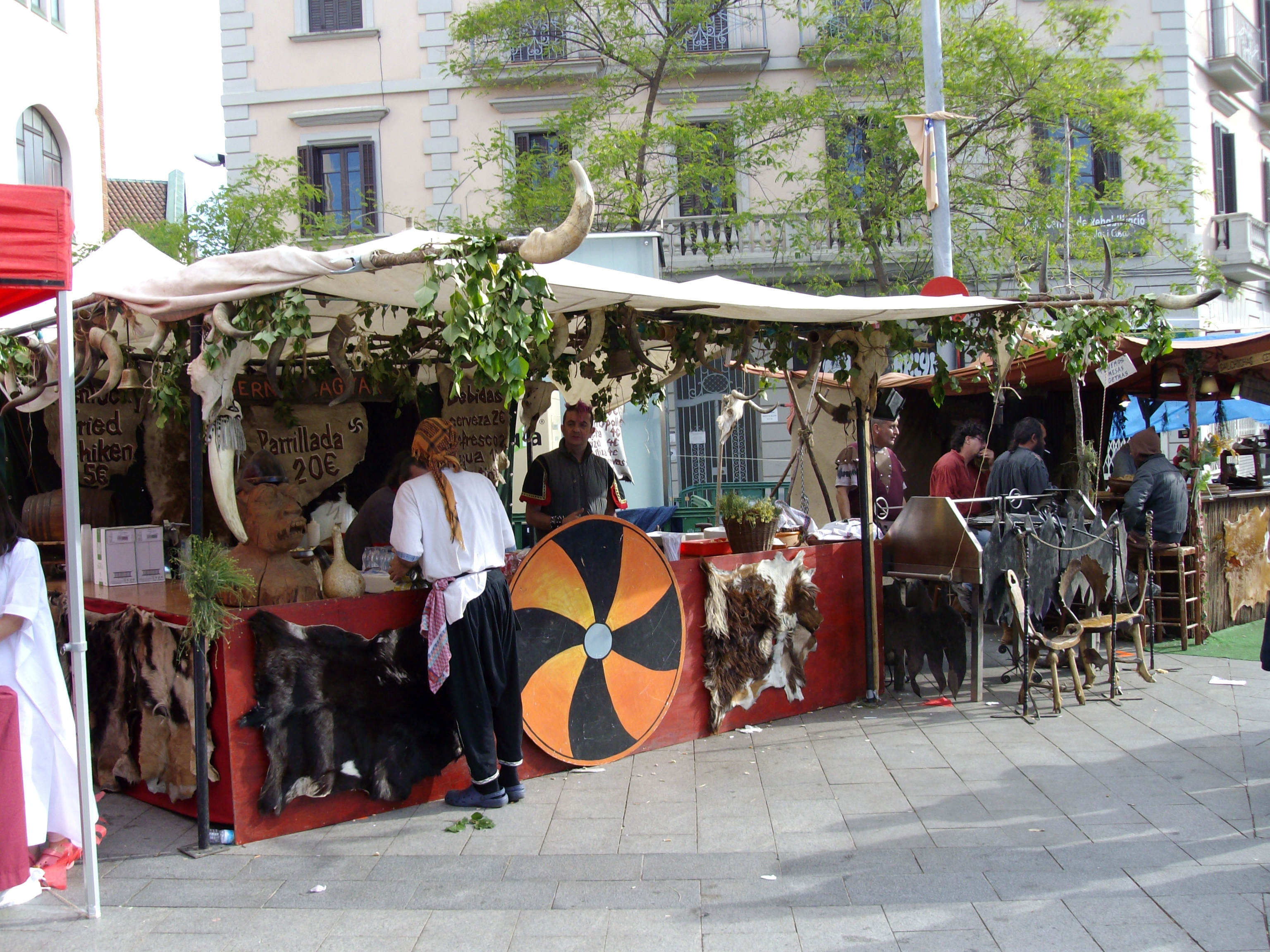
Parada de menjar

També cal esmentar la gran tasca contínuísta de Coordinació de Medièvalia de gent com Josep Mª Vidal i Cusidó o posteriorment Na Montserrat Artigas.
Cal destacar la confecció de banderes i estendards (idees extretes de llibres d'heràldica) per part de veïnes del sector, cusidores i brodadores, treballs manuals diversos per a veïns amb empenta, infraestructures que requerien gran capacitat organitzativa, i molt de temps d'investigació histórica entre d'altres.
A la primera edició i va haver una participació de 50 artesans i una bona part eren de Sabadell.
Cal destacar que en posteriors edicions molts dels artistes i artesans participants eren d'arreu de Catalunya i de l'estat espanyol inclús de França o Itàlia. Cal destacar que en una de les primeres edicions van participar els "Sbandietori de la ciutat italiana de Gubbio". Un dels espectacles més vistosos i populars del reinaxement. Simbol de l'história d'Italia. Els banderers de Gubbio havien participat en nombroses activitats culturals arreu del món. Una de les més destacades, en la cerimonia de clausura dels Jocs Olímpics d'Atlanta (EUA).
Des d'un inici existí l'interès de fer partícips a Medievàlia a la majoria d'entitats culturals i associatives sabadellenques; ja que des de sempre, es creia que havia de ser una activitat plenament de reivindicació històrica local, però aquesta il·lusió es va quedar, malhauradament, en un intent. Paral·lelament a l'Associació de Veins, una nova entitat anomenada "Amics de Medievàlia" es va presentar amb una clara intenció de desvincularse del control de l'Associació de Veins i de deixar pas a gent (a priori, "sàvia nova" de la resta de la ciutat, com a responsables de l'activitat). Curiosament alguns membres fundadors de la nova Entitat pertanyíen a la mateixa Associació de Veins exceptuant alguns participants de Medièvalia, com a mostra d'una certa unió i cohesió i per defugir de les idees i objectius d'en Jordi Ferran i Moltó, (creador del projecte "Medievàlia") i persona que sempre havia defensat l'essència d'una festa que havia de ser de clara recreació històrica mitjançant la didàctica, com a festa popular i anti comercial, i recolzat per molts veins de Covadonga, contraris a la marxa del mercat medieval de la seva ubicació.

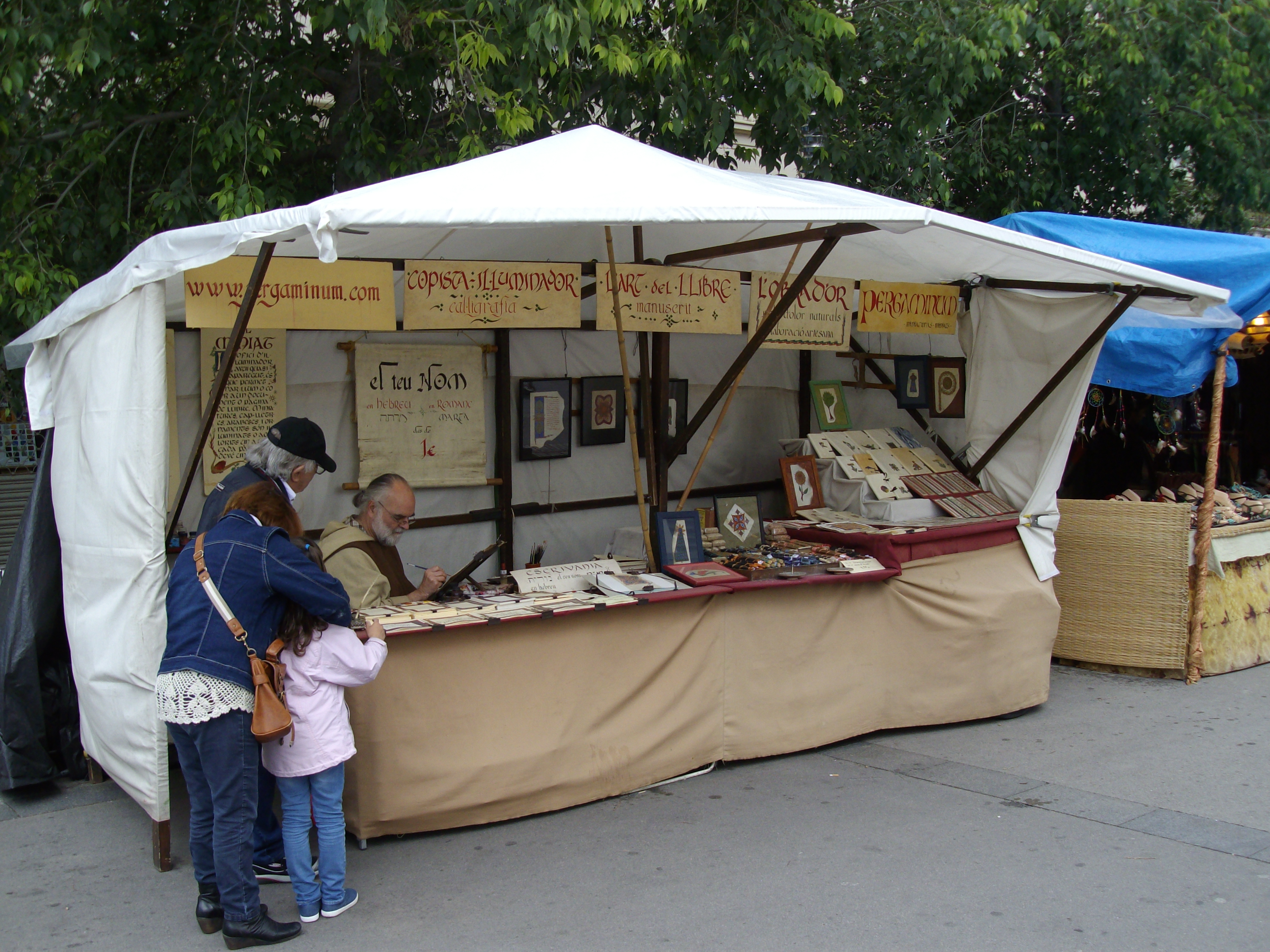
Parada de pergamins

Cal recordar que des de la primera edició a totes les edicions posteriors l'èxit de visitants va ser tan aclaparador que al cap d'un temps els Amics de Medièvalia van veure la necessitat de marxar de Covadonga (segons ells, per falta d'espai) a contracor de la presidència de l'associació de veïns que es veia perdre tot d'una, el seu dret de mantenir Medièvalia com l'activitat més important del barri i fins i tot de la Comarca. Curiosament l'activitat va rebre un suport molt més integrador des que es va desplaçar al centre de la ciutat. Òbviament ja hi jugaven un munt d'interessos per part d'entitats comercials i l'Ajuntament, havent recollit el relleu i d'alguna manera "fent-se'l seu". L'objectiu d'Amics de Medièvalia era clara. Que participessin quants més paradistes millor, obviant qualsevol essència que reflectís l'história de la ciutat per treure'n el millor partit econòmic en favor de la mateixa entitat i per preservar la promoció comercial de la zona. Un projecte més,"venut" als interessos comercials i de l'administració municipal, com tants d'altres mercats de "recreació histórica" d'arreu.
ANECDOTA:
L'any 1998,a la segona edició de Medièvalia, L'Associació de Veins de Covadonga, va decidir que el mercat havia d'haver-hi animals de granja, que van ser "cedits" per un granjer de la comarca. Ovelles, vedells, gallines, oques, conills i cavalls. De fet, l'Associació no tenia prou pressupost com per pagar a vigilants. Així que, alguns "sacrificats" membres de l'Associació van decidir fer viglància nocturna amb relleus en el recinte perquè tot estígués en ordre, però tot ben entrada la matinada, una ovella petita es va escapar del tancat i com és obvi, la resta d'ovelles la van seguir Carrer Covadonga avall i Gran Via amunt! La situació va ser, inesperadament crítica, però per sort, tot va quedar en un ensurt llavors, i més tard, en anécdota.

### XIIa edició
La XIIa edició de Medievàlia es va celebrar els dies 16, 17 i 18 de maig, entre el passeig de la Plaça Major, la plaça del Doctor Robert i la plaça de Sant Roc, al centre de Sabadell. Va comptar amb 120 parades de productes i d'alimentació artesanals.

### XIIIa edició
Després d'haver fet tretze edicions a la plaça de Sant Salvador, al barri de Covadonga, l'any 2009 Medievàlia va celebrar-se per primera vegada a la plaça del Mercat de Sabadell, organitzat amb l'ajuda de Sabadell Comerç Centre. Va rebre la visita de més de 80.000 visitants, que es van repartir en les més de 150 paradetes instal·lades.

### XIVa edició
La XIVa edició de Medievàlia es va celebrar els dies 14, 15 i 16 de maig del 2010 a la plaça del Mercat de Sabadell. Va comptar amb un mercat medieval de 140 parades de productes i d'alimentació artesanals, objectes de regal, decoració i bijuteria. Va augmentar l'oferta de demostracions d'oficis medievals, els quals van superar els 20 artesans vinguts d'arreu de la Península, i es va apostar per una fira més participativa, amb més tallers i activitats per a totes les edats.